# Cephaloleia ornatula
Cephaloleia ornatula es un coleóptero de la familia Chrysomelidae.
Fue descrita científicamente en 1899 por Donckier.